# Sot de Chera
Sot de Chera község Spanyolországban, Valencia tartományban. Sot de Chera Chera, Valencia és Loriguilla községekkel határos. Lakosainak száma 432 fő (2024).

## Népesség
A település népessége az utóbbi években az alábbiak szerint változott:
| Lakosok száma | 339  | 381  | 428  | 405  | 405  | 374  | 370  | 369  | 384  | 432  |
|               | 2001 | 2004 | 2007 | 2009 | 2012 | 2014 | 2017 | 2019 | 2022 | 2024 |